# Ocypode quadrata
Ocypode quadrata är en kräftdjursart som först beskrevs av J. C. Fabricius 1787.  Ocypode quadrata ingår i släktet spökkrabbor, och familjen Ocypodidae. Inga underarter finns listade i Catalogue of Life.

## Bildgalleri

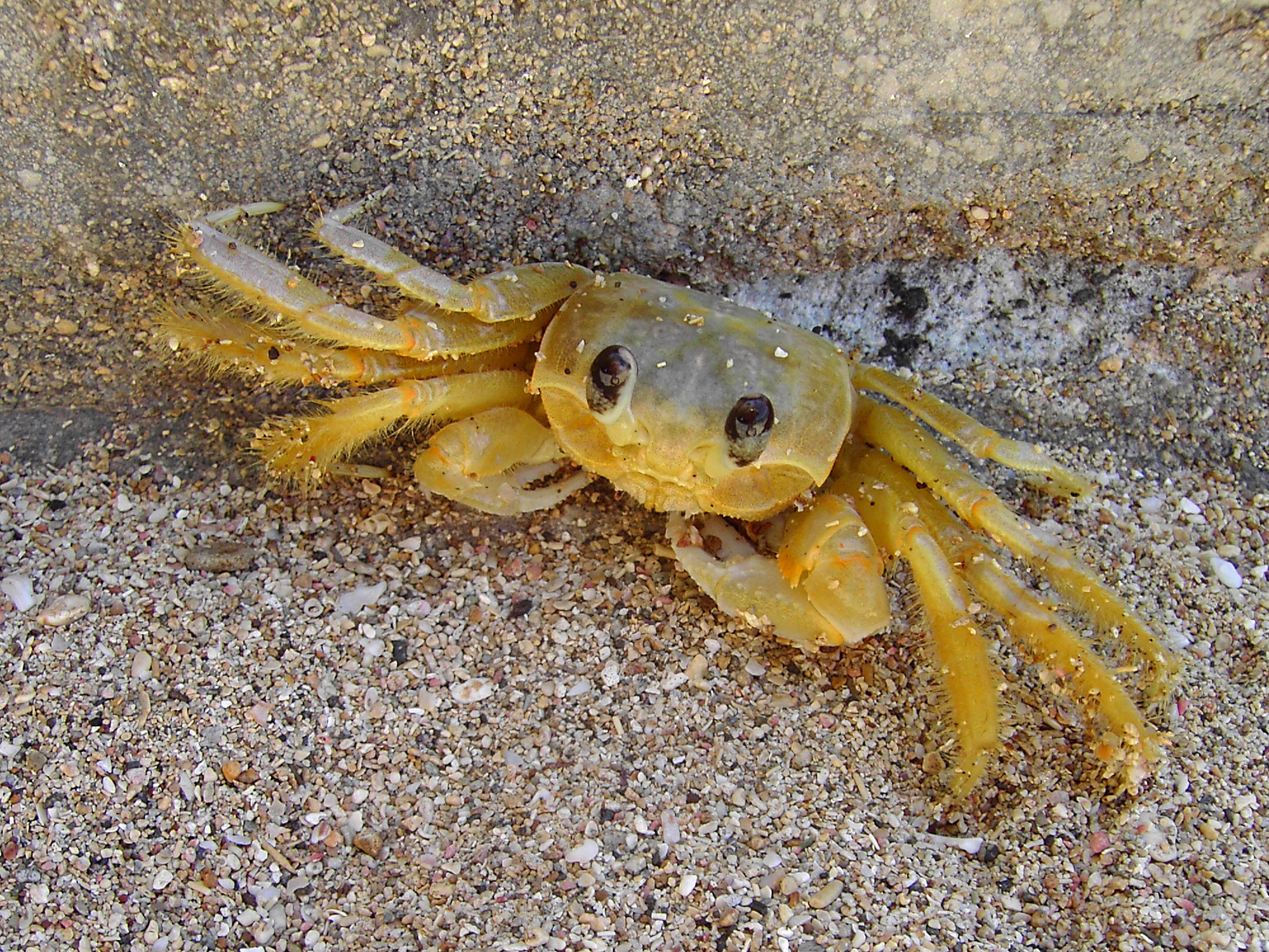